# Mazinga Kisiwa
Mazinga Kisiwa ist ein Bezirk (Ward) des Distriktes Muleba in der tansanischen Region Kagera.

## Geografie
Mazinga Kisiwa liegt im Nordwesten von Tansania auf kleinen Inseln im Victoriasee. Die größten der Inseln sind Kibumba (Kivumba) und Nazinga. Die Fläche des Bezirks beträgt 12,18 Quadratkilometer, bei der Volkszählung 2022 lebten 10.463 Einwohner in 3500 Haushalten.

## Gliederung
Der Bezirk besteht aus drei Gemeinden (Mtaa) mit zehn Orten (Kitongoji):
| Mazinga - Runenke - Kyanzo - Kibumba - Mubembe | Ilamba - Ilamba - Buyonzi - Mujunwa | Rubiri - Rubiri - Galinzira - Kiino |